# Mathilde de Teschen
 (décembre 2022).
Si vous disposez d'ouvrages ou d'articles de référence ou si vous connaissez des sites web de qualité traitant du thème abordé ici, merci de compléter l'article en donnant les références utiles à sa vérifiabilité et en les liant à la section « Notes et références ».
Mathilde Marie Aldegonde Alexandra de Habsbourg-Lorraine-Teschen, née le 25 janvier 1849 à Vienne, morte le 6 juin 1867 à Vienne, est une archiduchesse d'Autriche, membre de la famille impériale autrichienne.

## Biographie

### Une famille unie
Elle est la fille de l'archiduc Albert, duc de Teschen, et d'Hildegarde de Bavière. Au-delà des simples relations familiales, les Teschen sont très proches de la famille impériale, notamment de l'archiduchesse Sophie, mère de l'empereur et tante de l'archiduchesse Hildegarde. Comme sa belle-mère et sa cousine, l'impératrice est aussi née dans la Maison royale de Bavière.
En effet, la mère de l'archiduchesse est la fille du roi Louis Ier de Bavière, frère de l'archiduchesse Sophie, mère de l'empereur et tante de l'impératrice Élisabeth. Son père, l'archiduc Albert, réputé généreux, mais très conservateur, politiquement proche de l'archiduchesse Sophie, est un opposant déclaré de l'impératrice Élisabeth. En 1864, le roi Maximilien II de Bavière, oncle de l'archiduchesse, meurt. L'archiduchesse Hildegarde, qui s'est rendue à Munich pour les obsèques, prend froid et meurt peu après.

### Un destin royal
Malgré les sentiments qui liaient l'archiduchesse Mathilde à l'archiduc Louis-Salvator de Toscane, il était question de lui faire épouser, en signe de réconciliation, le prince de Piémont, futur roi Humbert Ier d'Italie.

### Une mort tragique
L'archiduchesse Mathilde, imitant sa cousine l'impératrice Sissi, et malgré l'interdiction formelle de son père, se met à fumer. Alors qu'elle se prépare pour aller à un bal à Vienne, dans ses appartements du château d'Hetzendorf, Mathilde fume une dernière cigarette avant le départ, vêtue d'une robe à crinoline de mousseline. En entendant les pas de son père l'archiduc Albert, d'un mouvement rapide, elle veut cacher sa cigarette allumée derrière son dos, mais met malencontreusement le feu à sa robe, à cause de la glycérine utilisée afin de lui donner de l'ampleur.
Prise de panique, la jeune fille court à travers la pièce, attisant le feu. Des domestiques réussissent à la maîtriser et étouffent les flammes en roulant la demoiselle dans un tapis. Mathilde agonise dans d'atroces souffrances et meurt environ deux semaines plus tard, le 6 juin 1867 à l'âge de 18 ans, laissant sa famille impuissante consternée. 
Mathilde de Teschen est inhumée dans la Crypte des Capucins à Vienne.

## Sources
- Élisabeth d'Autriche ou la fatalité de Jean des Cars